# Vrt, Kočevje
Vrt je naselje v občini Kočevje.